# Mare de Déu de l'Esperança (Bolvir)
Mare de Déu de l'Esperança és una capella d'una sola nau amb volta de canó del municipi de Bolvir (Cerdanya) inclosa en l'Inventari del Patrimoni Arquitectònic de Catalunya.

## Descripció
La façana presenta un eix de simetria central, coronat pel campanar d'espadanya d'una sola obertura. A l'interior, darrere l'altar, és on hi havia el retaule gòtic del segle xv de la Mare de Déu de l'Esperança fins a la Guerra Civil, a partir de la qual es va portar a l'Església Parroquial de Santa Cecília de Bolvir, on és avui dia. El cor està als peus de la capella, on s'hi puja per una escala de fusta. La coberta és un embigat, a dues vessants, cobert de llicorella.
La làpida de marbre era per a la tomba de Guillem Pere, presbiter de Meranges, que feu edificar la capella l'any 1347. No se sap si el van arribar a enterrar aquí, ja que l'any de la seva mort va quedar sense omplir. El text està escrit en llatí en caràcters gòtics; hi ha dos escuts ogivals representant una mà i les inicials G.P. El text, traduït, diu així: "Aquesta és la tomba de Guillem Pere, presbiter de Meranges, que feu edificar aquesta capella l'any del Senyor 1347, durant el temps Pasqual, ell emigrà d'aquest segle l'any del Senyor 13.. Que la seva ànima reposi en pau!"

## Història
La façana es va renovar cap als anys 30 del segle xx. Les obertures de les finestres ja existents, es van transformar. La porta era adovellada de mig punt i les finestres eren rectangulars. Les finestres són de mig punt com la porta i presenten carreus ben treballats i arcs ben dovellats.